# Faronika
Faronika je ryba či vodní had ze slovinského folklóru, která na svých zádech nese zemi. Její pohyb způsobuje zemětřesení a když se potopí nastane konec světa. Ryba či had spojený s kosmickým oceánem je běžným motivem mnoha mytických kosmologií, příkladem je biblický Leviatan nebo severský Jörmungandr, ale také védský Varuna, mezopotámská Tiámat nebo řecká Hydra. Její jméno je odvozeno od biblického faraóna, který utonul v Rudém moři, a podle slovinské lidové víry se změnil v rybu. Slovinci ze Zámuří znají naopak ryby dvě, které kolem země krouží na vodách, a když se o ní otřou či ji zasáhnou svým ocasem způsobí zemětřesení. Příběh o Faronice později splynul s pověstí o Veronice z Mali Gradu u Kamniku, která byla kvůli své lakotě proměněna v napůl ženu, napůl hada.